# Garoafa
Garoafa est une commune roumaine située dans le județ de Vrancea.